# Regimento de Manutenção

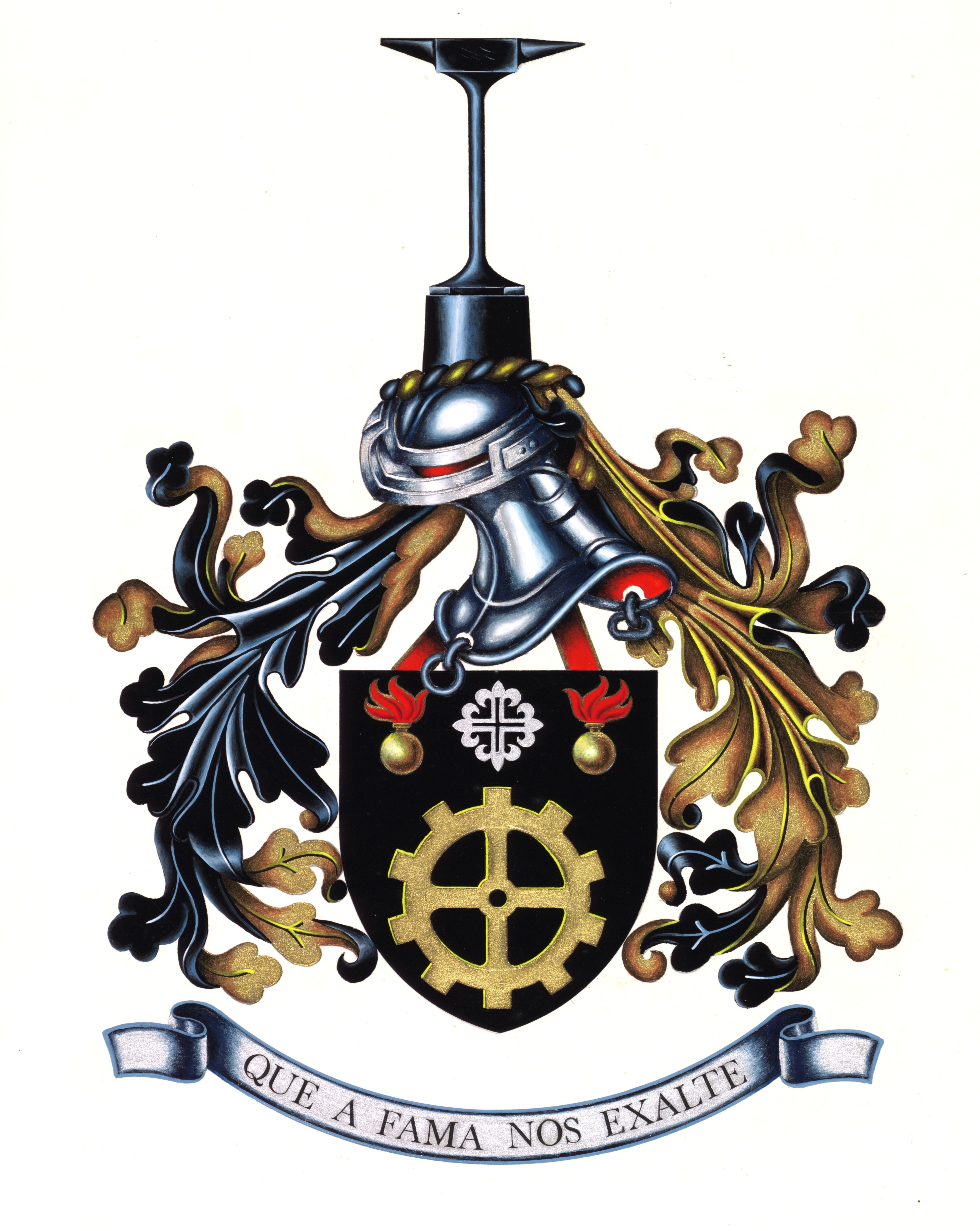
Brasão de Armas

O Regimento de Manutenção (RMan) é o órgão de base do Exército Português responsável pela mobilização, instrução e organização de unidades operacionais do Serviço de Material. O RMan depende, diretamente, da Direção de Material e Transportes, do Comando da Logística do Exército.

## Organização
O Regimento de Manutenção inclui:
1. Comando e Estado-maior;
2. Companhia de Comando e Serviços;
3. Companhia de Manutenção (CMan) das Forças de Apoio Geral (FApGer) e Apoio Militar de Emergência (AME);
4. Companhia de Manutenção(CMan) do Núcleo Permanente de Apoio de Serviços Médio (NPApSvcMed) do Comando da Brigada de Intervenção (CmdBrigInt);
5. Companhia de Manutenção(CMan) do Núcleo Permanente de Apoio de Serviços Ligeiro (NPApSvcLig) do Comando da Brigada Reação Rápida (CmdBrigRR);
6. Centro de Reunião e Classificação;

As subunidades indicadas em 3, 4, 5 constituem o Batalhão de Manutenção.

## Historial
Em 1955 foi constituída na vila do Entroncamento, a Companhia Divisionária de Manutenção de Material (CDMM), tendo ficado diretamente subordinada ao comando da 3ª Região Militar. Esta companhia organizava-se, em tempo de paz, numa unidade ligeira de manutenção, estando apta a poder rapidamente mobilizar e constituir um ou mais agrupamentos divisionários especializados de campanha (Portaria n.° 15 279/55 de 03 de Março).
Nos finais de 1956, perante a necessidade de fazer face a todos os assuntos de caráter técnico relativos à aquisição, manutenção e reabastecimento de material foi constituído no Exército o Serviço de Material pelo Decreto-Lei n.º 40 880/56 de 24 de Novembro, ficando definido no mesmo decreto o seu quadro orgânico.
Atendendo à natureza e missão da CDMM que prestava o apoio técnico em reabastecimento e em manutenção ao equipamento distribuído às Unidades Divisionárias, quer sedeadas no Campo Militar de Santa Margarida quer elas constituíssem encargo operacional das Unidades Territoriais, esta passou para a dependência técnica da Direção dos Serviços de Material aquando da sua criação. Decorrente de necessidades específicas, foi ainda cometido à CDMM o encargo da instrução com a finalidade de formar Oficiais e Sargentos do QC com a especialidade de Reabastecimento e Praças em todas as especialidades do Serviço de Material.
Com a eclosão da guerra nas ex-Províncias Ultramarinas, a CDMM recebeu o novo encargo de mobilizar e preparar pequenas unidades de apoio para atuarem nos Teatros de Operações então existentes.
Terminado o esforço de guerra, considerando a necessidade de transformar o Exército numa força eficiente e apta a desempenhar a sua missão bem como a necessidade de oficializar as alterações já verificadas na organização territorial, foi formalizado por força do Decreto-Lei nº 181/77 de 04 de Maio a criação do Batalhão do Serviço de Material em 01 de Abril de 1975. Este herdou as tradições e o património histórico da Companhia Divisionária de Manutenção de Material, prosseguindo a missão que a esta estava confiada:
Manutenção, Reabastecimento e Instrução.
Por força do disposto no Decreto-Lei n.° 50/93 de 26 de Fevereiro (LOE), e no Despacho n.° 72/MDN/93 de 30 de Junho e nos despachos CEME subsequentes, a Escola Prática do Serviço de Material transferiu-se para o Entroncamento em 01 de Setembro de 1993, passando a ocupar as instalações do BSM, integrando-o, ficando este na sua dependência administrativo-logística.
No âmbito da reorganização da estrutura do Exército em 2006 (Decreto-Lei n.° 61/06 de 21 de Março, conjugado com o Despacho n.º 12555/MDN/06 (2.a série) de 16 de Junho e com o Despacho n.º 131/CEME/06 de 21 de Junho), foi criado, no dia 01 de Julho de 2006, o Regimento de Manutenção (RMan) na sequência da extinção da EPSM e do BSM, conforme o já citado Decreto-Lei n.º 61/06 de 21 de Março conjugado com o Despacho n.º 12251/MDN/06 (2.a série) de 12 de Junho e o Despacho n.° 130/CEME/06 de 20 de Junho.
O RMan fica, conforme determinam os Despachos n.º 132/CEME/06 de 23 de Junho e n.º 266/CEME/06 de 17 de Outubro, na direta dependência hierárquica e funcional da Direção de Material e Transportes/Comando da Logística, herdando as tradições e o património histórico do Batalhão do Serviço de Material, instituindo-se assim o dia 03 de Março, data da criação da CDMM, como o Dia do Regimento de Manutenção (Despacho s/n.º CEME/15, de 31 de Agosto).
- 1956 - criação, no Entroncamento, da Companhia Divisionária de Manutenção de Material (CDMM) como unidade territorial do Serviço de Material do Exército e como unidade de apoio direto da Divisão Nun'Alvares;
- 1961- criação da Escola Prática do Serviço de Material (EPSM), com base no então extinto Regimento de Artilharia Pesada n.º 1, aquartelado em Sacavém;
- 1961-1974 - aprontamento, pela CDMM, de dezenas de destacamentos de manutenção de material e de pelotões de apoio direto, que são enviados para os teatros de operações de Angola, Guiné e Moçambique, durante a Guerra do Ultramar. A CDMM contribui também para a constituição das unidades locais do Serviço de Material: Agrupamento do Serviço de Material de Angola, Agrupamento do Serviço de Material de Moçambique e Batalhão do Serviço de Material da Guiné;
- 1975 - a CDMM é transformada em Batalhão do Serviço de Material (BSM);
- 1993 - a EPSM é transferida para as instalações do BSM, o qual se torna numa subunidade daquela;
- 2006 - a EPSM é extinta, passando a maioria das suas funções escolares para a nova Escola Prática dos Serviços. O BSM é transformado em Regimento de Manutenção, tornando-se, novamente, uma unidade independente.